# Hobbs-Küste
Koordinaten: 75° S, 132° W
Die Hobbs-Küste ist ein Küstenabschnitt des westantarktischen Marie-Byrd-Lands, der zwischen Kap Burks bei 74° 45′ S, 136° 50′ W und einer Landmarke gegenüber der Dean-Insel bei 74° 42′ S, 127° 5′ W liegt.
Wissenschaftler der United States Antarctic Service Expedition (1939–1941) entdeckten die Küste. Namensgeber ist der US-amerikanische Geologe William Herbert Hobbs (1864–1953), ein Experte für polare Geographie und Geschichte. Der United States Geological Survey kartierte die Küste anhand eigener Messungen und Luftaufnahmen der United States Navy zwischen 1959 und 1965.